# Casa a la plaça des Portitxó, 2 (Cadaqués)
La Casa a la plaça des Portitxó, 2 és una obra de Cadaqués (Alt Empordà) inclosa a l'Inventari del Patrimoni Arquitectònic de Catalunya.

## Descripció
Situada dins del nucli antic de la població, a la plaça des Portitxó, en el límit entre la platja Gran i l'inici de la riba des Poal.
Edifici entre mitgeres de planta rectangular, destinat a habitatge unifamiliar. El sector original de la construcció està format per planta baixa i un pis i, posteriorment, se li va afegir un altre cos a la part superior, distribuït en dues plantes i amb teulada a dues vessants, retirat de la línia del carrer. La façana presenta una porta d'accés i un gran portal, ambdues obertures d'arc deprimit còncau. Al primer pis, els dos finestrals amb sortida a un balcó corregut, presenten el mateix tipus d'arc, així com l'emmarcament del plafó de ceràmica vidrada decorat, situat al centre. La cornisa està formada per ressalts geomètrics i dentat inferior i, damunt seu, hi ha un coronament sinuós amb barana de ferro, que delimita l'actual terrassa del segon pis.
La resta de la construcció es troba arrebossada i pintada de color blanc.

## Història
Durant una reforma, que va augmentar el volum en altura de l'edifici, van desaparèixer els òculs de la coberta ventilada, de la cornisa i de la balustrada de la terrassa superior.